# ناحیه عتمه (روستا)
 ناحیه عتمه  (در عربی:  ناحیه العتمة )
نام روستایی است در دهستان ذی عُمران از توابع استان رَیمه در کشور یمن در شبه جزیره عربستان.

## جمعیت
جمعیت آن (۱۱۹ ) نفر (۱۴ خانوار) می‌باشد.